# Tokyo Jihen
Tokyo Jihen (яп. 東京事変 то:кё: дзихэн) — японская рок-группа основанная Ринго Сииной в 2003 году. Дебютным синглом группы стал «Gunjō Biyori» выпущенный в сентябре 2004 года. Группа прекратила своё существование в 2012 году, но в 2020 году снова собралась в прежнем составе. За время существования 6 песен группы попадали в Billboard Hot 100, три из них попадали в десятку. В англоязычной среде группа иногда также именуется Tokyo Incidents и Incidents Tokyo.

## История

### Основание (2003)
Tokyo Jihen изначально была собрана как аккомпанирующая группа для концертного тура Сиины Ринго осенью 2003 года. В группу вошли гитарист Микио Хирама, пианист H Zett M, басист Сэидзи Камэда и ударник Тосики Хата. После завершения тура Ринго объявила о приостановке сольной карьеры и вхождении в группу как полноправный участник.

### Первый состав (2004—2005)
Первый свой концерт группа дала 24 июля 2004 года. Также группа приняла участие в фестивале Fuji Rock. 8 сентября 2004 года группа представила свой первый сингл «Gunjō Biyori». После выпуска альбома и двух синглов группа отправилась в свой первый тур «dynamite!».
После окончания концертного тура группу покинули клавишник H ZETT M и гитарист Микио Хирама. В качестве своей замены H ZETT M порекомендовал группе своего друга Кэйтаро Идзаву. Несмотря на это Ринго стала искать клавишника сама, но после того как никого лучше не нашла, пригласила Идзаву в группу. После продолжительных поисков, новым гитаристом Tokyo Jihen стал Рёсукэ Нагаока использовавший в группе псевдоним Укигумо. В сентябре 2005 года новые гитарист и клавишник официально присоединились к группе. Первый состав группы был официально назван «первой фазой» (第一期 дай икки), а новый соответственно «второй фазой» (第二期 дай ники).

### «Вторая фаза» (2006—2009)
Второй альбом группы вышел 25 января 2006 года, он занял первую строчку в чарте Oricon, а позднее получил статус платинового. В поддержку альбома прошли концерты «DOMESTIC!» Virgin LINE в Ниппон Будокан и Осака дзё, а позднее национальный тур «DOMESTIC!» Just can’t help it.
Во второй половине года Ринго писала музыку для фильма Сакуран, в чём также принимали участие и остальные члены группы.
В 2007 году группа выпустила свой третий альбом Variety и провела тур Tokyo Jihen live tour 2007 Spa & Treatment в поддержку альбома.
В 2008 году, на десятилетие свой музыкальной карьеры, Ринго Сиина возобновила сольную карьеру. Она приняла участие в фестивале Rising Sun Rock Festival и как сольный исполнитель, и как часть группы.
В 2009 году Сиина стала работать над новым сольным альбомом впервые с 2003 года. На этот период Укигумо и Идзава вернулись к выступлениям в других группах, Камэа вернулся к продюсерской работе, а Хата отправился в тур с группой Fujifabric. Сиина, Укигумо и Идзава поучаствовали в записи альбома Риэ Томосаки. 25 мая 2009 года Идзава присоединился к группе The Hiatus.
2 декабря 2009 года впервые за два года группа выпустила новый сингл, после чего продолжила своё функционирование в полном составе.

### Последние годы и роспуск (2010—2012)
Четвёртый альбом Sports вышел 24 февраля 2010 года, он занял первую строчку чарта Oricon. В марте начался национальный тур Tokyo Incident live tour 2010 UltraC.
Пятый альбом Dai Hakken вышел 29 июня 2011 года и тоже занял первую строчку Oricon. Тур в поддержку альбома назывался Tokyo Incident live tour 2011 Discovery и начался 30 сентября.
11 января 2012 года на официальном сайте группы было сообщено о скором роспуске группы. 18 января 2012 года вышел мини-альбом Color Bars, который добрался до второй строчки чарта Oricon и второй строчки чарта Soundscan. 15 февраля вышел концертный альбом с лучшими песнями Tokyo Collection. Прощальный тур Tokyo Jihen получил название Domestique Bon Voyage и прошёл в крупнейших залах страны — арена Иокогама (14-15 февраля), зал Осака дзё (21-22 февраля) и Ниппон Будокан (28-29 февраля).
Официальной датой прекращения существования группы считается 29 февраля 2012 года после окончания концерта в Ниппон Будокан. В августе 2012 года был выпущен сборник Shin’ya Waku.

### Воссоединение (с 2020)
Группа воссоединилась 1 января 2020 года, выпустила цифровой сингл и объявила тур Live Tour 2020 News Flash с 29 февраля по 9 апреля. 8 апреля 2020 года состоялся выход мини-альбома News.

## Состав

### «Вторая фаза»
- Ринго Сиина (яп. 椎名林檎 Си:на Ринго) — вокал, электрогитара, акустическая гитара, фортепиано, синтезатор, мелодика, казу.
- Сэидзи Камэда (яп. 亀田誠治 Камэда Сэидзи) — бас-гитара, контрабас, бэк-вокал.
- Тосики Хата (яп. 刄田綴色 Хата Тосики) — ударная установка, ударные музыкальные инструменты.
- Укигумо (яп. 浮雲 Укигумо) — электрогитара, акустическая гитара, бэк-вокал, рэп.
- Итиё Идзава (яп. 伊澤 一葉 Идзава Итиё:) — фортепиано, синтезатор, электрогитара, бэк-вокал.

### «Первая фаза»
- H Zett M (яп. H是都M H дзэто M) — фортепиано, синтезатор, бэк-вокал.
- Микио Хирама (яп. 晝海 幹音 Хирама Микио) — гитары, бэк-вокал.

## Туры
- Dynamite! (2005)
- Domestic! Virgin Line (2006)
- Domestic! Just Can’t Help It (2006)
- Spa & Treatment (2007)
- Ultra C (2010)
- Discovery (2011)
- Domestique Bon Voyage (2012)
- News Flash (2020)

## Дискография
- Kyōiku (яп. 教育 кё:ику, образование) (2004)
- Adult (яп. 大人 отона, взрослый) (2006)
- Variety (яп. 娯楽 гораку, развлечение) (2007)
- Sports (яп. スポーツ супо:цу, состязания) (2010)
- Dai Hakken (яп. 大発見 даи хаккэн, прорыв) (2011)
- Color Bars (яп. カラーバー кара:ба:, цветные полосы) (2012)
- News (яп. ニュース ню:су, новости) (2020)